# Bruno Mazzia
Bruno Mazzia (Vigliano Biellese, 1941. március 14. – ) olasz labdarúgó, középpályás, edző.

## Pályafutása

### Játékosként
Mazzia 1957-ben szülővárosában, a Biellese csapatában kezdte labdarúgó-pályafutását. 1959 és 1962 között az olasz élvonalbeli Juventus játékosa volt; a torinói csapattal 1961-ben olasz bajnok lett. 1962-ben a Venezia, majd 1963-ban a Lazio csapatához igazolt. 1964 és 1966 között ismét a Juventus labdarúgója volt, pályára lépett az 1965-ös vásárvárosok kupája-döntőjében. 1966 és 1968 között a Brescia játékosa, 1968 és 1972 között több mint száz bajnoki mérkőzésen szerepelt a Perugia csapatában. Labdarúgó-pályafutásánek befejezése előtt futballozott még az Alessandria és a Pro Vercelli csapataiban.

### Edzőként
Mazziát 1978-ben nevezték ki az olasz másodosztályba feljutott Nocerina edzőjének; a csapatot nem sikerült bent tartania, így visszaestek a harmadosztályba. 1979 és 1981 között a Lecce, 1982 és 1983 között pedig a Vicenza vezetőedzője volt. 1989 és 1990 között az 
élvonalbeli Udinese csapatát irányította. A kilencvenes évek elején irányította a Brescia és a Padova csapatait is.

## Sikerei, díjai

### Játékosként
- Juventus
  - Olasz bajnok: 1960–61